# Radoslav Krištof
Radoslav Krištof, slovenski zdravnik in veterinar , * 16. april 1842, Metlika, † 29. september 1904, Pristava, Tuhelj, Hrvaška.
Po končani gimnaziji je študiral medicino in diplomiral na Univerzi v Gradcu, ter kot zdravnik služboval v Hrvaškem Zagorju. Leta 1880 pa je diplomiral še na veterinarskem inštitutu na Dunaju in bil nato do 1903 deželni veterinarski nadzornik za Hrvaško in Slavonijo. Bil je zaslužen za ustanovitev deželne podkovske šole v Zagrebu (1886), Hrvaško slavonskega veterinarskega društva (1894) in bakteriološkega zavoda v Križevcih (1901).